# Ніколас Отаменді
Ніколас Отаменді (ісп. Nicolás Otamendi, нар. 12 лютого 1988, Буенос-Айрес, Аргентина) — аргентинський футболіст, центральний захисник португальської «Бенфіки» та національної збірної Аргентини.

## Клубна кар'єра
Вихованець футбольної школи клубу «Велес Сарсфілд». Дорослу футбольну кар'єру розпочав 2008 року в основній команді того ж клубу, в якій провів два сезони, взявши участь у 53 матчах чемпіонату. Більшість часу, проведеного у складі «Велес Сарсфілда», був основним гравцем захисту команди і допоміг команді виграти чемпіонат Аргентини.
До складу клубу «Порту» приєднався 23 серпня 2010 року за 4 млн євро, підписавши п'ятирічний контракт. В першому ж сезоні допоміг команді виграти Лігу Європи та зробити золотий дубль в національному чемпіонаті. Відіграв за клуб з Порту 77 матчів в національному чемпіонаті.
5 лютого 2014 року уклав 5-річний контракт з іспанською «Валенсією», якій трансфер гравця обійшовся у 12 мільйонів євро. Спочатку Ніколас відправився до бразильського «Атлетіко Мінейру», в якому провів декілька матчів на умовах оренди, а першу гру за «Валенсію» провів лише 23 серпня 2014 року. Відтоді ж став ключовим гравцем захисту «кажанів», провівши до кінця сезону 35 матчів у чемпіонаті і ставши врешті-решт єдиним представником валенсійської команди у символічній збірній сезону в Ла-Лізі.
Попри успішність виступів в Іспанії Отаменді не пов'язував своє майбутнє з «Валенсією» і влітку 2015 року уклав п'ятирічний контракт з англійським «Манчестер Сіті», якому трансфер аргентинця обійшовся у 28,5 мільйонів фунтів, не враховуючи можливих подальших бонусних виплат. У складі «Сіті» швидко отримав постійне місце у стартовому складі команди.
29 вересня 2020, португальська «Бенфіка» заплатила за гравця 15 млн євро, Ніколас підписав з клубом 3-річний контракт.

## Виступи за збірну
2009 року дебютував в офіційних матчах у складі національної збірної Аргентини.
У складі збірної був учасником чемпіонату світу 2010 року у ПАР, на якому зіграв у трьох матчах. Після мундіалю провів ще декілька матчів 2011 року, після чого протягом трьох років не входив у плани тренерського штабу збірної.
Повернувся до лав національної команди восени 2014 і, провівши декілька впевнених матчів, був включений до її заявки на Кубок Америки 2015 року, на якому відіграв без замін у п'яти з шести матчів команди, пропустивши лише одну гру групового етапу, а Аргентина дійшла до фіналу, де поступилася збірній Чилі у серії післяматчевих пенальті.
Також був основним захисником збірної й на так званому Столітньому Кубку Америки, що проходив 2016 року. Цього разу виходив на поле у стартовому складі на всі матчі збірної Аргентини, яка, як і роком раніше, зупинилася у кроці до перемоги на турнірі, знову за пенальті поступившись усе тим же чилійцям.
У травні 2018 року був включений до заявки збірної на свою другу світову першість — тогорічний чемпіонат світу в Росії.
| Дата       | Місто                  | Господарі  | Результат               | Гості                | Турнір                          | Голи | Примітки |
| ---------- | ---------------------- | ---------- | ----------------------- | -------------------- | ------------------------------- | ---- | -------- |
| 20-5-2009  | Санта-Фе               | Аргентина  | 3 – 1                   | Панама               | товариський матч                | -    |          |
| 10-6-2009  | Кіто                   | Еквадор    | 2 – 0                   | Аргентина            | Відбір до ЧС 2010               | -    |          |
| 12-8-2009  | Москва                 | Росія      | 2 – 3                   | Аргентина            | товариський матч                | -    | 46'      |
| 5-9-2009   | Росаріо                | Аргентина  | 1 – 3                   | Бразилія             | Відбір до ЧС 2010               | -    |          |
| 14-10-2009 | Монтевідео             | Уругвай    | 0 – 1                   | Аргентина            | Відбір до ЧС 2010               | -    | 16'      |
| 3-3-2010   | Мюнхен                 | Німеччина  | 0 – 1                   | Аргентина            | товариський матч                | -    |          |
| 24-5-2010  | Буенос-Айрес           | Аргентина  | 5 – 0                   | Канада               | товариський матч                | -    |          |
| 22-6-2010  | Полокване              | Греція     | 0 – 2                   | Аргентина            | ЧС 2010 - 1-й етап              | -    |          |
| 27-6-2010  | Йоганнесбург           | Аргентина  | 3 – 1                   | Мексика              | ЧС 2010 - 1/8 фіналу            | -    |          |
| 3-7-2010   | Кейптаун               | Аргентина  | 0 – 4                   | Німеччина            | ЧС 2010 - чвертьфінал           | -    | 11' 70'  |
| 29-3-2011  | Сан-Хосе               | Коста-Рика | 0 – 0                   | Аргентина            | товариський матч                | -    | 46'      |
| 2-9-2011   | Колката                | Аргентина  | 1 – 0                   | Венесуела            | товариський матч                | 1    |          |
| 6-9-2011   | Дакка                  | Аргентина  | 3 – 1                   | Нігерія              | товариський матч                | -    |          |
| 7-10-2011  | Буенос-Айрес           | Аргентина  | 4 – 1                   | Чилі                 | Відбір до ЧС 2014               | -    |          |
| 11-10-2011 | Пуерто-ла-Крус         | Венесуела  | 1 – 0                   | Аргентина            | Відбір до ЧС 2014               | -    |          |
| 18-11-2013 | Сан-Луїсs              | Аргентина  | 2 – 0                   | Боснія і Герцеговина | товариський матч                | -    |          |
| 14-10-2014 | Гонконг                | Гонконг    | 0 – 7                   | Аргентина            | товариський матч                | -    |          |
| 18-11-2014 | Манчестер              | Аргентина  | 0 – 1                   | Португалія           | товариський матч                | -    |          |
| 31-3-2015  | Іст-Ратерфорд          | Аргентина  | 2 – 1                   | Еквадор              | товариський матч                | -    |          |
| 6-6-2015   | Сан-Хуан               | Аргентина  | 5 – 0                   | Болівія              | товариський матч                | -    | 48' 61'  |
| 13-6-2015  | Ла-Серена (Чилі)       | Аргентина  | 2 – 2                   | Парагвай             | Копа Америка 2015 - 1-й етап    | -    | 83'      |
| 16-6-2015  | Ла-Серена (Чилі)       | Аргентина  | 1 – 0                   | Уругвай              | Копа Америка 2015 - 1-й етап    | -    |          |
| 26-6-2015  | Вінья-дель-Мар         | Аргентина  | 0 – 0 (5 – 4 п.п.)      | Колумбія             | Копа Америка 2015 - чвертьфінал | -    |          |
| 30-6-2015  | Консепсьйон            | Аргентина  | 6 – 1                   | Парагвай             | Копа Америка 2015 - півфінал    | -    |          |
| 4-7-2015   | Сантьяго               | Чилі       | 0 – 0 д.ч. (4 - 1 п.п.) | Аргентина            | Копа Америка 2015 - Фінал       | -    |          |
| 8-9-2015   | Арлінгтон              | Аргентина  | 2 – 2                   | Мексика              | товариський матч                | -    | 30'      |
| 8-10-2015  | Буенос-Айрес           | Аргентина  | 0 – 2                   | Еквадор              | Відбір до ЧС 2018               | -    |          |
| 13-10-2015 | Асунсьйон              | Парагвай   | 0 – 0                   | Аргентина            | Відбір до ЧС 2018               | -    |          |
| 13-11-2015 | Буенос-Айрес           | Аргентина  | 1 – 1                   | Бразилія             | Відбір до ЧС 2018               | -    | 62'      |
| 17-11-2015 | Барранкілья            | Колумбія   | 0 – 1                   | Аргентина            | Відбір до ЧС 2018               | -    |          |
| 24-3-2016  | Сантьяго               | Чилі       | 1 – 2                   | Аргентина            | Відбір до ЧС 2018               | -    | 90+2'    |
| 27-5-2016  | Сан-Хуан               | Аргентина  | 1 – 0                   | Гондурас             | товариський матч                | -    | 77'      |
| 6-6-2016   | Санта-Клара            | Аргентина  | 2 – 1                   | Чилі                 | Копа Америка 2016 - 1-й етап    | -    |          |
| 10-6-2016  | Чикаго                 | Аргентина  | 5 – 0                   | Панама               | Копа Америка 2016 - 1-й етап    | 1    |          |
| 14-6-2016  | Сіетл                  | Аргентина  | 3 – 0                   | Болівія              | Копа Америка 2016 - 1-й етап    | -    | 75'      |
| 18-6-2016  | Фоксборо (Массачусетс) | Аргентина  | 4 – 1                   | Венесуела            | Копа Америка 2016 - чвертьфінал | -    |          |
| 21-6-2016  | Х'юстон                | США        | 0 – 4                   | Аргентина            | Копа Америка 2016 - півфінал    | -    |          |
| 26-6-2016  | Іст-Ратерфорд          | Аргентина  | 0 – 0 д.ч. (2 – 4 п.п.) | Чилі                 | Копа Америка 2016 - Фінал       | -    |          |
| 1-9-2016   | Мендоса                | Аргентина  | 1 – 0                   | Уругвай              | Відбір до ЧС 2018               | -    |          |
| 6-9-2016   | Мерида                 | Венесуела  | 2 – 2                   | Аргентина            | Відбір до ЧС 2018               | 1    | 30'      |
| 6-10-2016  | Ліма                   | Перу       | 2 – 2                   | Аргентина            | Відбір до ЧС 2018               | -    | 30'      |
| 10-11-2016 | Белу-Оризонті          | Бразилія   | 3 – 0                   | Аргентина            | Відбір до ЧС 2018               | -    | 63'      |
| 15-11-2016 | Сан-Хуан               | Аргентина  | 3 – 0                   | Колумбія             | Відбір до ЧС 2018               | -    |          |
| 23-3-2017  | Буенос-Айрес           | Аргентина  | 1 – 0                   | Чилі                 | Відбір до ЧС 2018               | -    | 74'      |
| 9-6-2017   | Мельбурн               | Бразилія   | 0 – 1                   | Аргентина            | товариський матч                | -    |          |
| 31-8-2017  | Монтевідео             | Уругвай    | 0 – 0                   | Аргентина            | Відбір до ЧС 2018               | -    |          |
| 5-9-2017   | Буенос-Айрес           | Аргентина  | 1 – 1                   | Венесуела            | Відбір до ЧС 2018               | -    | 90+1'    |
| 5-10-2017  | Буенос-Айрес           | Аргентина  | 0 – 0                   | Перу                 | Відбір до ЧС 2018               | -    |          |
| 10-10-2017 | Кіто                   | Еквадор    | 1 – 3                   | Аргентина            | Відбір до ЧС 2018               | -    |          |
| 11-11-2017 | Москва                 | Росія      | 0 – 1                   | Аргентина            | товариський матч                | -    |          |
| 14-11-2017 | Краснодар              | Аргентина  | 2 – 4                   | Нігерія              | товариський матч                | -    |          |
| 23-3-2018  | Манчестер              | Аргентина  | 2 – 0                   | Італія               | товариський матч                | -    |          |
| 27-3-2018  | Мадрид                 | Іспанія    | 6 – 1                   | Аргентина            | товариський матч                | 1    |          |
| Усього     |                        | Матчів     | 53                      |                      | Голів                           | 4    |          |

## Досягнення

### Збірна
- Аргентина

Чемпіон світу: 2022
Володар Кубка Америки: 2021
Срібний призер Кубка Америки: 2015, 2016
Бронзовий призер Кубка Америки: 2019
Переможець Суперкласіко де лас Амерікас: 2017, 2019
Володар Кубка чемпіонів КОНМЕБОЛ–УЄФА: 2022

### Клубні
- Чемпіон Аргентини:

«Банфілд»: Клаусура 2009
- Чемпіон Португалії:

«Порту»: 2010-11, 2011-12, 2012-13
«Бенфіка»: 2022-23
- Володар Кубка Португалії:

«Порту»: 2010-11
- Володар Кубка Футбольної ліги:

«Манчестер Сіті»: 2015-16, 2017-18, 2018-19, 2019-20
- Володар Суперкубка Португалії:

«Порту»: 2011, 2012, 2013
«Бенфіка»: 2023, 2025
- Переможець Ліги Європи:

«Порту»: 2010-11
- Чемпіон Англії:

«Манчестер Сіті»: 2017-18, 2018-19
- Володар Суперкубка Англії:

«Манчестер Сіті»: 2018, 2019
- Володар Кубка Англії:

«Манчестер Сіті»: 2018-19
- Володар Кубка португальської ліги:

«Бенфіка»: 2024-25